# 三好義継
三好 義継（みよし よしつぐ）は、戦国時代の武将・大名。河内国の戦国大名。三好氏本家の事実上最後の当主である。

## 生涯

### 家督相続
天文20年（1551年）、三好長慶の実弟・十河一存の子として生まれる。はじめ十河 重存（そごう しげまさ）と名乗っていたが、永禄4年（1561年）4月に父が急死すると、幼少のため伯父の三好長慶は5月1日に十河家の老臣に、7月20日に乳母にそれぞれ養育することを約束した。永禄6年（1563年）8月に従兄で長慶の世子であった三好義興が早世したため、長慶の養子として迎えられ三好姓に改めた。
当時、長慶の後継者候補には他に次弟の安宅冬康やその子・信康、更に長弟・三好実休の3人の息子達がいた。長慶が三好姓で息子が3人いる実休からではなく、息子が1人しか居ない一存から養子に迎えたため、十河家は実休の次男・存保を養子に迎えなければならなくなる。何故、このような不自然な養子相続関係を結んだ上で、重存が後継者に選ばれたのかは、九条家との関係が考えられる。九条家は足利義晴、足利義輝と2代に渡って室町幕府将軍の正室を出した近衛家と対立しており、これに対抗するため、九条稙通が一存に娘（あるいは養女）を嫁していた。こうした九条家と三好一族の近い関係が、重存を後継者に押し上げたと考えられる。
永禄7年（1564年）6月22日、重存は三好長逸や松永久通ら4,000人を従えて上洛し、これに大納言の広橋国光や宮内卿の清原枝賢、三位の竹内季治らを加えて、23日に義輝に謁見して家督相続の許しを得ている。その後、長慶が重病のため、直ちに京都を離れて河内飯盛山城に戻った。
7月に長慶が死去すると、重存は後見役の三好三人衆（三好長逸・三好政康（宗渭）・岩成友通）の支持を受けて家督を継ぎ、名実共に三好家の当主となる。

### 三人衆・松永久秀との結託及び反目
家督相続時、重臣の松永久秀や三好三人衆が三好家の屋台骨を支えていた。本来の嫡男であった三好義興の早世、およびその後の安宅冬康の粛清など混乱の中で、家督継承をした若年の重存は権力地盤が弱かった。
永禄8年（1565年）5月1日、重存は義輝から「義」の字を賜って義重と改名、義輝の奏請により左京大夫に任官された。
しかし、5月18日、三人衆や松永久通（久秀の息子）を伴い京都へ上洛、翌5月19日、突如二条御所を襲撃し義輝を殺害した（永禄の変）。襲撃前夜の18日、義重は1万近くの手勢を引き連れて上洛したが、京都に緊迫感はなく、義輝も全く三好軍を警戒していなかった。白昼堂々軍勢を率いてきた三好軍に対して全く警戒していなかったことから、義輝殺害事件は偶発的に起こったのではないかという見解もある。この事件は久秀が主犯の殺害事件であるかのように後世には伝わっているが、久秀はこの時京都で義重らと共にはおらず大和国におり、義輝殺害に関与していない。軍勢を指揮していたのは義重や三好長逸と松永久通であり、このことから歴史学者の天野忠幸は義重を「義輝殺害事件の指揮者の一人」とみなしている。
義輝殺害事件の直後、名前を義重から義継へと改名している。天野はこの改名を示唆的な改名と解釈しており、「三好本家の当主が、武家の秩序体系において最高位に君臨する足利家の通字である『義』の字を『継』ぐ、と表明した」と解説、義継は足利将軍家を必要としない政治体制を目指したと推論している。
変後、キリスト教宣教師を京都から追放した。
だが、三人衆と松永久秀は不仲になり、三人衆は三好家の旗頭として義継を擁立、11月16日に三人衆が飯盛山に押し入り義継奉行人の長松軒淳世などを殺害、義継は三人衆によって飯盛山城から河内高屋城へ身を移され、義継は三人衆と共に久秀と戦うことになる。戦況は三人衆側が終始有利で、やがて三人衆が本国阿波から義輝の従弟に当たる足利義栄を呼び寄せると、三人衆や篠原長房ら三好政権首脳陣は義栄を次の将軍にすべく尊重する一方で義継をないがしろにしていった。このため、義継の側近達の間に不満が募り、義継の被官である金山信貞が、義継に三人衆や長房との手切れ並びに久秀との結託を教唆し、これを聞き入れた義継は永禄10年（1567年）2月16日に三好康長、安見宗房と共に出陣したと見せかけ、少数の被官を引き連れて三人衆のもとから逃れて高屋城から脱出、堺へ赴き久秀と手を結ぶ。
『足利季世記』によると、義継は若輩故に実権を三人衆・長房・康長らに握られており、形式だけ総大将であるものの、将軍足利義栄は義継を冷遇し、三人衆・長房・康長らも義栄の所へばかり出仕するため、金山駿河守（信貞）が不満を抱いて義継に離反を促したとする。また、『足利季世記』は金山駿河守は義継の乳母の息子と伝える。
また義継出奔直前に出された金山駿河守宛の篠原長房書状では義継が三人衆への不満を長房に相談したことが触れられており、出奔後の南山城国人椿井政定宛の義継書状でも三人衆を「悪逆無道」とし、松永久秀の「大忠」を見放せず離反したと述べている。
義継との結託により三人衆と久秀の争いは若干久秀が有利になったが、戦況の膠着は継続し決着はつかなかった。義継は大和で筒井順慶と結んだ三人衆と交戦、10月10日の東大寺大仏殿の戦いで松永勢が勝利し、久秀の勢力が持ち直す契機となった。

### 織田信長との戦い
永禄11年（1568年）に織田信長が足利義昭（義輝の弟）を擁立して上洛してくる際、松永久秀、及び彼と手を組む義継は、信長の上洛に協力した。天野忠幸は、信長の上洛は久秀と義継が招いた結果であり、後の彼らの末路を考慮すればこの判断が間違いであったことは言うまでもないと指摘する。
義継は久秀と共に降り河内北半国と若江城の領有を安堵された（抵抗した三人衆は居城を落とされ阿波国へ逃亡、義栄も上洛出来ないまま急死）。永禄12年（1569年）1月に阿波から畿内に上陸した三人衆が義昭を襲撃すると、畿内の信長派と合わせて三人衆を撃退（本圀寺の変）、3月に信長の仲介により義昭の妹を娶る。
その後しばらくは信長の家臣として三人衆など畿内の反信長勢力と戦っていたが（野田・福島の戦い）、元亀2年（1571年）頃から久秀と手を結んで信長に反逆し、信長包囲網の一角に加わった。元亀3年（1572年）には織田方の畠山昭高や細川昭元（いずれも信長の妹婿）と河内・摂津方面で戦い、勝利している。
しかし元亀4年（天正に改元、1573年）4月、信長最大の強敵であった武田信玄が病死すると織田軍の反攻が始まり、7月には義兄にあたる足利義昭が信長によって京都から追放され、室町幕府は滅んだ。

### 最期
追放された義昭を若江において庇護したため信長の怒りを買い、天正元年11月、信長の命を受けた佐久間信盛率いる織田軍に若江城を攻められ（義昭は直前に堺へ脱出）、若江三人衆と呼ばれた重臣らの裏切りにもあって若江城は落城し、妻や子供(仙千代)と共に自害して果て、首は信長のもとへ届けられたという（若江城の戦い）。これによって戦国大名としての三好家の嫡流は断絶した。『信長公記』によれば、妻子を刺殺した後城の外へ繰り出して、多くの敵を倒した末、腹を十文字に割いて（切腹）果てたと伝わる。『信長公記』の著者、太田牛一はその最期を「比類なき御働き、哀れなる（感動する）有様なり」と賞賛している。
三人衆は信長の前に敗れ壊滅状態となり、久秀は信長に降伏したため助命されたが、後に再度謀反を起こして敗死した。

## 子孫
香川県の伊吹島の三好氏には義継の嫡男・義兼と次男・義茂の子孫であるという家系図が遺されている。それによれば義茂は大川市太郎と名乗り、十河存保の世話により伊吹島に逃れたという。兄の義兼は阿波に逃れそこで成人したが、存保が戸次川の戦いで戦死したこともあり、家臣数十騎を伴って弟のいる伊吹島へ移った。しかし、伊吹島在来の豪族・合田氏と勢力争いとなり、天正16年に義兼は銃で撃たれて深手を負い自刃して果てることとなった。義兼の嫡男正継の子・義浄は、讃岐の国主となった生駒氏より政所のお墨付きを授かり、以後代々作右衛門を名乗った。伊吹八幡神社には義兼主従が伊吹島に辿りつき、神宮に誓文を奉げている姿を描いた絵馬が残されている。 
また、子供に三好長元がいるとされる。長元の子は加治権介・長継（加地権助久勝のことか）であり、長継は長慶の娘を娶って隠岐守・長勝を、長縁の娘を娶って三好若狭守長□を儲けている。長勝は7歳の時に人質として安土城に入り柴田勝家に仕え、その後尾藤一に仕えた。そして長門国萩に移り、休庵少林と号して76歳で死去し、浄念寺に葬られた。弟の若狭守は毛利高政に仕え、後に浪人となって京都に住み、妙心寺に葬られた。若狭守の子は久右衛門宣賢で母は内藤市介の娘。熊谷氏庶流の相原土佐守の娘を娶り古田重恒に仕えた。珠宝受賢や松岩寿貞を称し、元和5年（1619年）4月3日に76歳で死去し、生玉寺に葬られた。
義継の妹は義継を裏切った若江三人衆の一人多羅尾綱知の妻となっており、その子・孫九郎は三好宗渭に養育され、三好生勝と名乗って織田信長に仕え義継の名跡を継ぎ河内国で5490石を与えられた。石山本願寺との戦いでは軍功があり、信長から感状と甲冑・陣羽織・青江吉次の短刀を与えられている。豊臣秀吉に仕えた後、北政所のもとへ配属となり、関ヶ原の乱では豊臣秀頼に属して大坂にあったが、戦後に浪人して交流のあった黒田長政の家臣となり二千石を扶持された。大坂の陣では河内国の案内役として黒田軍の先陣を務めたという。元和7年に、生勝は子の生高を残して黒田家を辞し京都嵯峨の天龍寺に閑居した。しかし、北政所に仕えていた頃に面識のあった浅野長晟に誘われ広島藩に召し抱えられ、その子孫は広島藩士となって先手者頭や番頭といった藩の重職を務めた。広島藩三好家七代目の房高は浅野長賢の子で三好家を継いで広島藩の年寄役を務めており、三好家が広島藩の中でも高い家格を誇ったことがうかがえる。生勝以降、生高、房生、生清、生包、房束、房高、義高、義篤、義重と続き明治維新を迎えた。

## 逸話
『常山紀談』は、義継の滅亡後、三好家の料理人が織田信長に捕らわれ、仕官するに至った話を記載する。
それによると、坪内という名の、先代三好長慶に仕えた料理人が信長に捕らわれ、信長の家臣が彼を推挙した。しかし、坪内の料理を召した信長は、水くさいと憤怒した。坪内は翌日料理を作り直し、今度は信長の口に合い、仕官がかなった。しかしこの時、坪内は「昨日差し出した料理は三好家の風味に合わせた料理であった」と言い、さらに、「三好家は三好之長より五代、公方家の事を執り、日本のまつりごとをとりはからひぬれば、何事も卑しからず、その好むところ、第一党の塩梅」と、三好家の風味を弁護した。
この逸話から長江正一は、三好家の人々は京都の上流階級相応の食事をしていたと判断している。ただし、『常山紀談』は戦国期より100年以上後に書かれた書籍であり正確性は万全ではない。

## 後世の評価
今谷明は、「義継は先代長慶とは似ても似つかぬ劣った器量」であり、それに加えて久秀と三人衆の対立などもあり、畿内の人々は三好政権に失望し、「滅亡の端緒である」と噂し合ったと評している。
一方で中西裕樹は、「義継に対する現代人の評価は芳しくない」と前置きした上で、そうした評価の多くは錯誤であり、近年は再評価が進んでいると指摘している。
四国大学文学部専任教師の須藤茂樹は、義継について「最後までお飾りから脱却できず、存在感を示すことが出来なかった人物」だと評している。一方で義継の最期については「三好家の終焉を飾る最後の当主として、また武士として、見事な最期であった」と激賞している。『信長公記』において、義継の最後の戦いぶりを表す「比類なし」という評価は、名将馬場信春の長篠の戦いでの戦死と同等の評価である。
天野忠幸は、先代長慶の葬儀を主導した義継の行動から、足利幕府による既存の秩序を解体し、三好家による新たな時代を変革しようとした、足利家を「克服」しようとした人物だと義継を評している。だがその一方で、現実における義継の力はその思想を実現させるほどにはなかったとも評している。